# S:t Eriks ögonsjukhus

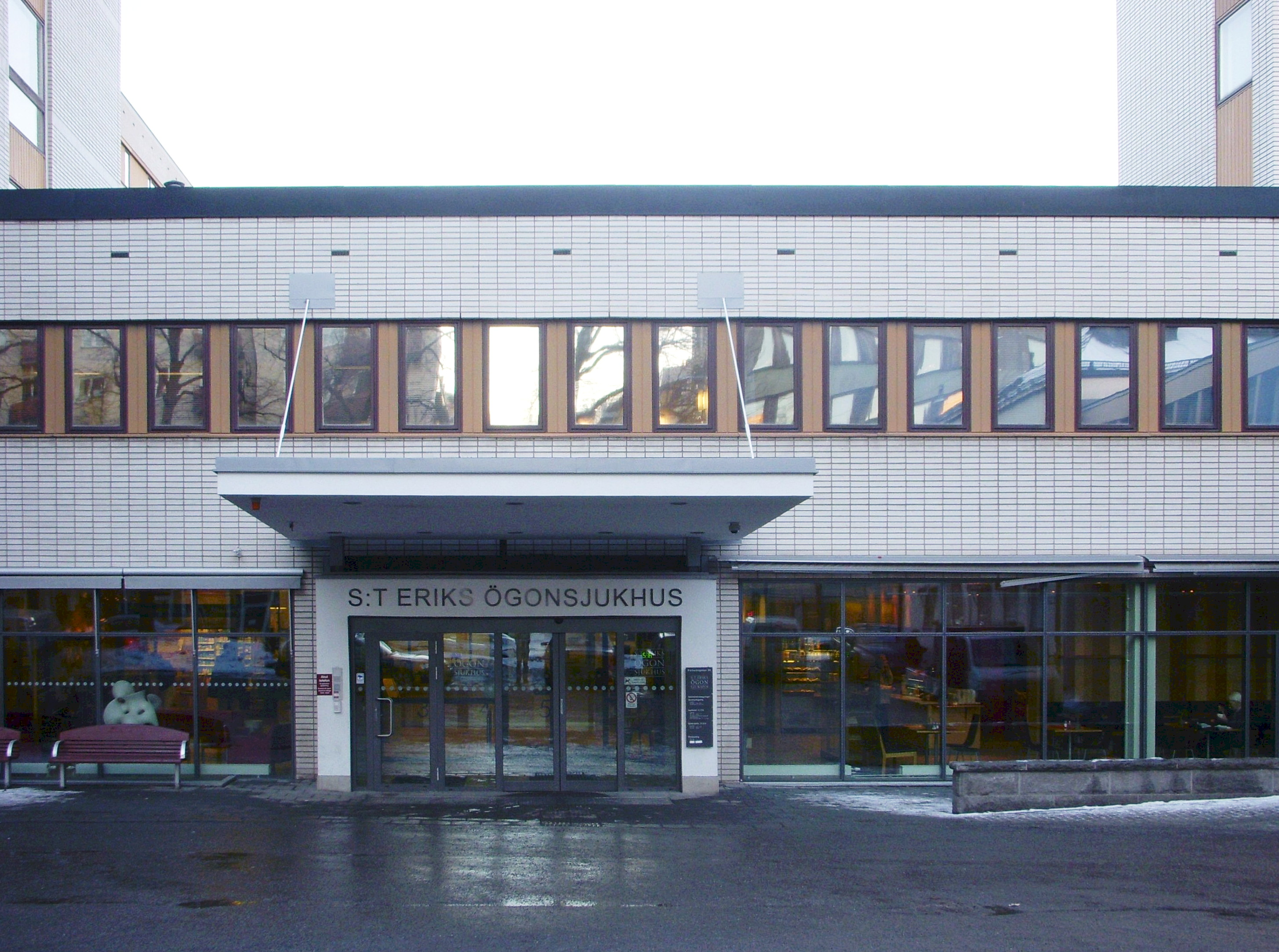
S:t Eriks ögonsjukhus, gamla huvudentrén mot Fleminggatan, 2009

S:t Eriks Ögonsjukhus är ett universitetssjukhus inom oftalmiatrik beläget i Hagastaden i Solna kommun. Sjukhuset är en förvaltning som ingår i akutsjukhusnämnden inom Region Stockholm.

## Historia
S:t Eriks Ögonsjukhus låg tidigare vid Fleminggatan på Kungsholmen i Stockholm. En stor del av det tidigare sjukhusområdet är numera bebyggt med bostäder och kallas S:t Eriksområdet. Området användes ursprungligen som Stockholms stads arbets- och försörjningsinrättning, kallad Grubbens efter en tidigare ägare till området. År 1922 fick inrättningen namnet Sankt Eriks sjuk- och vårdhem men upphörde redan 1926 efter att dess klientel överförts till andra fattigvårdsanstalter. År 1933 ställdes inrättningen under Stockholms stads sjukhusstyrelse och fick namnet Sankt Eriks sjukhus. Där fanns kirurgisk (från 1927), medicinsk (från 1940) och gynekologisk-obstetrisk poliklinik (från 1950).
De äldsta byggnaderna uppfördes 1859–1860. Den tidigare huvudbyggnaden, med fasad mot Fleminggatan finns fortfarande kvar. Ögonsjukhuset höll till i modernare lokaler på sjukhusområdets västra del. Den byggnaden uppfördes 1968. 
I sjukhusbyggnaden fanns också optikerutbildningen på Karolinska institutet.
I anslutning till ögonsjukhuset fanns Folktandvårdens tandakut, som flyttade från området 2015, till Fleminggatan 48, bredvid Västermalmsgallerian.
Där finns också en vårdcentral, S:t Eriks vårdcentral, som 2008 knoppades av från regionen och som drivs av ett privat företag. Karolinska Institutets universitetslaboratorium har en provtagningsenhet i anslutning till det tidigare sjukhusområdet.

## Verksamhet
S:t Eriks Ögonsjukhus grundades 1990 och genomför årligen 175 000 planerade och akuta patientbesök från hela Sverige och utlandet. Ögonsjukhuset har 450 anställda.
Den 27 september 2020 flyttade ögonsjukhuset till Hagastaden i Solna kommun och alla inventarier i den gamla sjukhusfastigheten såldes på auktion genom auktionsfirman Budi.

## Sjukhusdirektörer
- Björn Tengroth, 1990–1997
- Berit Calissendorf, 1997–1998
- Åke Wennmalm, 1998–2000
- Lars Lindberg, 2000–2002
- Harald Abelin, 2002–2006
- Angeles Bermudez-Svankvist, 2006–2008
- Anders Boman, 2009–